# Œuvres d'Eduardo Coelho
Cette page recense les œuvres publiées, ainsi que les illustrations, réalisées par Eduardo Coelho uniquement dans les périodiques. Pour les albums, se référer à l'article sur l'auteur. Il n'est mentionné ici que la première publication de l'histoire ; les traductions et rééditions n'étant pas prises en compte sauf pour celles en français.

## Périodiques en portugais

### Sempre Fixe
- Há Qualquer Coisa que se Coma ?!, strip comique, n°517, 1936.

### Foco
- Illustrations, 1941.

### Colecção de Aventuras
- Os Deuses de pedra (dessin), nouvelle, n°125, 1942.

### O Senhor Doutor
- Illustrations, 1942.

### Engenhocas e Coisas Práticas
- A Segurança nos desportos náuticos, 2 strips, n°3, 1942.
- A Lâmpada de Aladino (dessin), n°5, 1942.
- História das Origens - 4, O Número Perfeito, strips, n°9 à 11, 1942.
- A Marcha da ciência (dessin), n°12, 1942.
- O Lasso, n°14, 1942.
- As Lições do "Engenhocas" Simão ciência, strips, n°15, 1942.

### Filmagem
- 3 strips, n°52, 1942.

### O Mosquito(1942-1953)

#### Illustration
Cette bibliographie des illustrations parues dans O Mosquito n'est pas exhaustive.
- Natal (dessin), couverture, n°366, 1942.
- Natal (dessin), poème de Raul Correia (sous le pseudonyme d'Avôzinho) , n°366, 1942.
- Couverture (dessin), n°387, 1943.
- Jim West : O Ouro da montanha (dessin), nouvelle de Raul Correia, n°390, 1943.
- Onze Horas (dessin), nouvelle, n°413, 1943.
- Couverture (dessin), n°416, 1943.
- Noite tranqüila (dessin), couverture, n°422, 1943.
- A Emboscada (dessin), nouvelle, n°425, 1943.
- O Navio negro (dessin), nouvelle, n°427 à 429, 1943.
- A Cavalgada dos gelos eternos (dessin), couverture, n°460, 1943.
- O Vale do silêncio (dessin), couverture, n°463, 1943.
- O Vale do silêncio (dessin), nouvelle de José Padinha, n°463 à 474, 1943-44.
- O Vale do silêncio (dessin), couverture, n°468, 1943.
- Couverture (dessin), n°470, 1943.
- Ressurreição em marcha (dessin), n°473, 1944.
- O Rancho do sol (dessin), couverture, n°482, 1944.
- Couverture (dessin), n°488, 1944.
- Tamir, o terror do deserto (dessin), nouvelle de José Padinha, n°499 à 500, 1944.
- O Juramento do águia negra (dessin), nouvelle, n°512, 1944.
- Couverture (dessin), n°513, 1944.
- A Nau perdida (dessin), nouvelle, n°519 à 533, 1944.
- Homens sem nome (dessin), couverture, n°540, 1944.
- Homens sem nome (dessin), nouvelle, n°540 à 545, 1944.
- Couverture (dessin), n°546, 1944.
- Couverture (dessin), n°560, 1944.
- Maluna, a espada tragica (dessin), couverture, n°562, 1944.
- Couverture (dessin), n°565, 1944.
- Couverture (dessin), n°566, 1944.
- Quero ser Palhaço ! (dessin), couverture, n°571, 1944.
- A Ultima jornada (dessin), couverture, n°573, 1944.
- Couverture (dessin), n°574, 1944.
- Couverture (dessin), n°575, 1944.
- Couverture (dessin), n°587, 1945.
- Príncipe e o seu fantasma (dessin), couverture, n°590, 1945.
- Couverture (dessin), n°593, 1945.
- Couverture (dessin), n°636, 1945.
- Couverture (dessin), n°638, 1945.
- Couverture (dessin), n°645, 1945.
- Couverture (dessin), n°647, 1945.
- Couverture (dessin), n°648, 1945.
- Couverture (dessin), n°663, 1945.
- Couverture (dessin), n°672, 1945.
- Couverture (dessin), n°674, 1945.
- Sob o signo do sagitário (dessin), nouvelle, n°676, 1945.
- Couverture (dessin), n°687, 1946.
- Couverture (dessin), n°688, 1946.
- Couverture (dessin), n°711, 1948.
- Couverture (dessin), n°1096, 1949.
- Vinte anos depois (dessin d'en-tête), nouvelle de O. Henry, n°1123 et 1124, 1950.
- S. Cristóvam (dessin), couverture, n°1412, 1953.

#### Bande dessinée
- Os Guerreiros do Lago Verde (dessin), avec José Padinha (scénario), n°600 à 631, 1945.
- Os Náufragos do Barco sem Nome (dessin), avec Raul Correia (scénario), n°681 à 710, 1946.
- Falcão Negro, série, de 1946 à 1949 :
  - O Filho de Jim West (dessin et scénario), avec Raul Correia (scénario), n°713 à 748, 1946.
  - Tempestade No Forte Benton (dessin), avec Raul Correia (scénario), n°1023 à 1064, 1949.
  - As Vítimas do Sol (dessin), avec Raul Correia (scénario), n°1065 à 1081, 1949.
  - Terra Turbulenta (dessin), avec Raul Correia (scénario), n°1083 à 1098, 1949.
- O Caminho do Oriente (dessin), avec Raul Correia (scénario), série, de 1946 à 1948 :
  - História da expedição de Vasco da Gama à Índia, n°749 à 921, 1946.
  - A Balada da Conquista de Lisboa, 1947.
- Sigurd, o Herói (dessin), avec Raul Correia (scénario), n°769 à 782, 1946.
- O Mensageiro, n°893 à 903, 1948.
- A Lei da Selva (dessin), avec Raul Correia (scénario), n°904 à 943, 1948.
- Lobo Cinzento (dessin), avec Raul Correia (scénario), n°945 à 1000, 1948-1949.
- A Moura e o Mar (dessin), avec Raul Correia (scénario) n°1002 à 1020, 1949.
- A Morte do Lidador (dessin), adapté de Alexandre Herculano par Raul Correia, n°1099 à 1111, 1950.
- A Torre de D. Ramires (dessin), adapté de Eça de Queirós par Raul Correia, n°1113 à 1156, 1950.
- O Defunto (dessin), adapté de Eça de Queirós par José Carlos Teixeira, n°1157 à 1187, 1950.
- O Suave Milagre (dessin), adapté de Eça de Queirós par José Carlos Teixeira, n°1188 à 1200, 1950.
- Os Doze de Inglatera (dessin), avec Raul Correia (scénario), n°1201 à 1306, 1950-1951.
- A Patrulha do Sul (dessin), avec Raul Correia (scénario), n°1309 à 1312, 1952 (inachevé).
- O Tesouro (dessin), adapté de Eça de Queirós par José Carlos Teixeira, n°1375 à 1381, 1952.
- A Aia (dessin), adapté de Eça de Queirós, n°1382 à 1387, 1952.
- S. Cristóvam, adapté de Eça de Queirós, n°1388 à 1412, 1952-1953 (inachevé).

### A Formiga, supplément deO Mosquito

#### Illustration
- Arrependimento (dessin), nouvelle, n°7, 1943.
- Couverture (dessin), n°14, 1943.
- Couverture (dessin), n°17, 1944.
- Couverture (dessin), n°52, 1944.
- Couverture (dessin), n°54, 1944.
- Couverture (dessin), n°66, 1944.
- A Fiandeira (dessin), conte, n°96, 1945.
- Couverture (dessin), n°101, 1945.
- Couverture (dessin), n°103, 1945.
- Couverture (dessin), n°114, 1945.
- Couverture (dessin), n°117, 1945.
- Basilisa, a Bela (dessin), conte slave, n°119, 1945.

#### Bande dessinée
- A Moura e a Fonte (dessin), avec Raul Correia (scénario), 12 planches, n°128 à 139, 1946.
- A Moura e o Dragão (dessin), avec Raul Correia (scénario), 12 planches, n°140 à 151, 1946.

### Almanach deO Mosquitoet deA Formiga
- Almanaque 1945 (dessin), couverture, 1944.
- O Milagre (dessin), nouvelle de Raul Correia, Almanaque 1945, 1944.

### O Século
- Numero especial dedicado ao Império (dessin), couverture, 16 octobre 1948.

### Flama
- Fátima, n°251, 1952.

### Preciosidades da BD
- Il Trecentonovelle : Novella XXV, adapté de Franco Sacchetti, n°1, 1998
- Ditos Portugueses : 1106, adapté du Ditos Portugueses Dignos de Memória de José Hermano Saraiva (pt), n°1, 1998
- Ditos Portugueses : 1215, adapté du Ditos Portugueses Dignos de Memória de José Hermano Saraiva, n°1, 1998

## Périodiques en espagnol

### Chicos(1944-1954)

#### Première série (1944-1950)
- Bande dessinée
  - El Hechicero de los Matabeles, n°287 à 293, 1944.
  - Un Jinete del Oeste, n°309 à 323, 1944.
- Illustration
  - Couverture (dessin), n°324, 1944.
  - Couverture (dessin), n°337, 1944.

#### Troisième série
- Bande dessinée
  - Bodas Indias avec Black Elk (coscénariste), 8 planches, n°12, 1954.
  - XA-39, n°25 à 26, 1954.
- Illustration
  - Couverture (dessin), n°19, 1954.
  - Couverture (dessin), no 21, 1954.
  - Couverture (dessin), n°27, 1954.

## Périodiques en anglais

### Comet
- Bowmen of King Harry, 42 planches, n°380 à 393, 1955-1956.

### Playhour
- The Story of the Sleeping Beauty, 12 planches, n°82 à 87, 1956.
- The Magical adventures of Aladdin, 12 planches, n°100 à 105, 1956.
- The Story of Puss-in-Boots, 12 planches, n°106 à 111, 1956.
- The Story of Jack and the Beanstalk, 8 planches, n°134 à 137, 1957.
- The Story of Tom Thumb, 14 planches, n°141 à 147, 1957.

### Thriller Picture Library
- Robin Hood :
  - Robin Hood and the spectre of doomsday keep, 13 planches, n°134, 1956.
  - Robin Hood and the sheriff's ruby ring, 13 planches, n°158, 1957.
  - Robin Hood and Will Scarlet's revenge, 31 planches, n°162, 1957.
- Knights of the red eagle, 64 planches, n°172, 1957
  - Version anglaise, remontée et réduite, avec 21 nouvelles cases de A Torre de D. Ramires (1950).

### Robin Hood Annual
- Robin Hood Annual 1957 (1956)
  - Robin Hood : 
    - The Saxon Feud, (3-color), 13 planches.
    - The Story of Wat o'  the Whip, 10 planches.
    - "Hereward the Wake", (text illustrations), 5 planches.
    - The Red Fox, (3-color), 12 planches.
    - Front endpapers (2-color), 2 planches.
    - Back endpapers (2-color), 2 planches.

- Robin Hood Annual 1959 (1958)
  - Robin Hood : The King of Treachery, 11 planches.

## Périodiques en français

### Vaillant(1955-1969)
« +a » après l'indication de longueur d'un épisode indique qu'une illustration d'annonce de l'histoire a été publiée dans le numéro précédent.
- Ragnar (dessins), annonces du début de la série, n°512 & 513, 1955.
- Les Chevaliers de la Table ronde (bandeau-titre et 3 dessins), rédactionnel de Jean Ollivier, n°513, 1955 (repris dans les n°806 et 1222).
- Les Vikings (4 dessins), rédactionnel de Jean Ollivier, n°517, 1955.
- Le Tournoi de Broons (3 dessins), rédactionnel de Jean Ollivier, n°542, 1955 (repris dans le n°805).
- Là où Freya nous a conduit... (dessin), rédactionnel de Jean Ollivier, n°567, 1956.
- Le Prince aux armes d'or !, un dessin de Ragnar et une photographie de Coelho, présentation des séries Vaillant, mini-album Vaillant, supplément du n°598, 1956.
- Vacances des dessinateurs (dessin), n°638, 1957.
- La Chasse du Comte Garret (3 dessins), rédactionnel de Jean Ollivier, n°641, 1957.
- Pipolin le joyeux nain (dessins), publicité pour le lancement de Pipolin les gaies Images, n°647, 1957.
- Pipolin les gaies Images - Il s'imposait, vous l'attendiez, feuillet publicitaire avec dessin et demi-planche, supplément du n°647, 1957.
- Wango (dessin), annonce du début de la série, n°656, 1957.
- Armures (dessin), n°677, 1958.
- Les Vikings (dessin), rédactionnel de Jean Ollivier, n°710, 1958.
- Jeux d'autrefois (8 dessins), n°733, 1959.
- L'évolution du costume (5 dessins), n°751, 1959.
- Un conte de Pipolin, de Jean Ollivier et illustré par Eduardo Coelho, n°751, 1959
- Le Quart-de-Nain et les vilains (Pipolin), (titre et 3 dessins), rédactionnel de Jean Ollivier, n°762, 1959.
- Voici nos vedettes (collectif), un dessin de Ragnar (reprise ?) et une photographie de Coelho, annonce du passage de Vaillant à Vaillant, le journal de Pif, n°1038, 1965.
- Comment Jean Ollivier et Martin Sièvre préparent la prochaine aventure de Ragnar le Viking (dessin), interview de Jean Ollivier, n°1170, 1967.
- Communiqué de l'Union des Vaillants et Vaillantes appelant à la solidarité avec les enfants vietnamiens (dessin), rédactionnel, n°1200, 1968.

| N° de publication             | Série               | Titre                              | Scénariste                                                    | Longueur                                              | Date de publication         |                     |
| ----------------------------- | ------------------- | ---------------------------------- | ------------------------------------------------------------- | ----------------------------------------------------- | --------------------------- | ------------------- |
| Vaillant 515 à 547            | Ragnar le Viking    | La Harpe d'or                      | Eduardo Coelho et Jean Ollivier                               | 36 planches +a                                        | du 27/03/1955 au 06/11/1955 |                     |
| V549 à V569                   | Ragnar le Viking    | La Frontière de l'enfer            | Eduardo Coelho et Jean Ollivier                               | 22 planches                                           | du 20/11/1955 au 08/04/1956 |                     |
| V580 à V604                   |                     | Till Ulenspiegel                   | Eduardo Coelho et Jean Ollivier (adapté de Charles de Coster) | 25 planches                                           | du 24/06/1956 au 07/12/1956 |                     |
| V605 à V621                   | Ragnar le Viking    | La Saga du trésor                  | Eduardo Coelho et Jean Ollivier                               | 17 planches                                           | du 14/12/1956 au 05/04/1957 |                     |
| V627 à V632                   | Davy Crockett       | La Flèche vermeille                | Jean Ollivier                                                 | 12 planches                                           | du 17/05/1957 au 21/06/1957 |                     |
| V630                          |                     | Ce Samedi 18                       | Eduardo Coelho                                                | 3 planches                                            | 07/06/1957                  |                     |
| V633 à V640                   | Davy Crockett       | Un Coup d’audace                   | Jean Ollivier                                                 | 16 planches                                           | du 28/06/1957 au 16/08/1957 |                     |
| V641 à V647                   | Davy Crockett       | Mississippi                        | Jean Ollivier                                                 | 14 planches                                           | du 23/08/1957 au 04/10/1957 |                     |
| V648 à V656                   | Davy Crockett       | La Vallée de la peur               | Jean Ollivier                                                 | 13 planches                                           | du 11/10/1957 au 06/12/1957 |                     |
| V650                          |                     | Aymérigot le routier               | Jean Ollivier                                                 | 3 planches                                            | 25/10/1957                  |                     |
| V658 à V684                   | Wango               | sans titre                         | Jean Ollivier                                                 | 27 planches + couverture (n°663)                      | du 20/12/1957 au 20/06/1958 |                     |
| V659                          |                     | Le Réveillon de Candy Sand         | Eduardo Coelho                                                | 3 planches                                            | 27/12/1957                  |                     |
| V664                          |                     | Le Tournoi de Josselin             | Jean Ollivier                                                 | 3 planches                                            | 30/01/1958                  |                     |
| V685 à V710                   | Ragnar le Viking    | Alf le gros                        | Eduardo Coelho et Jean Ollivier                               | 26 planches +a et couverture (n°701)                  | du 27/06/1958 au 21/12/1958 |                     |
| V711 à V733                   | Ragnar le Viking    | La Fille du roi Igvar              | Eduardo Coelho et Jean Ollivier                               | 23 planches +a                                        | du 28/12/1958 au 31/05/1959 |                     |
| V734 à V751                   | Ragnar le Viking    | sans titre                         | Eduardo Coelho et Jean Ollivier                               | 18 planches + couverture (n°735)                      | du 07/06/1959 au 04/10/1959 |                     |
| V749 à V750                   |                     | Les Cochons de Lancastre           | Jean Ollivier                                                 | 2 planches                                            | du 20/09/1959 au 27/09/1959 |                     |
| V752 à V768                   | Ragnar le Viking    | sans titre                         | Eduardo Coelho et Jean Ollivier                               | 17 planches                                           | du 11/10/1959 au 31/01/1960 |                     |
| V760                          |                     | La Vengeance de Siwash Jack        | Jean Ollivier                                                 | 2 planches                                            | 06/12/1959                  |                     |
| V765                          | Pipolin             | gag                                | Eduardo Coelho                                                | 1 strip                                               | 10/01/1960                  |                     |
| V769                          | Pipolin             | gag                                | Eduardo Coelho                                                | 1 strip                                               | 07/02/1960                  |                     |
| V769 à V777                   | Ragnar le Viking    | sans titre                         | Eduardo Coelho et Jean Ollivier                               | 9 planches                                            | du 07/02/1960 au 03/04/1960 |                     |
| V773 à V811                   | Yves le Loup        | Les Enfances du preux              | Jean Ollivier                                                 | 56 planches + 1 pl. résumé (n°808)                    | du 06/03/1960 au 27/11/1960 |                     |
| V812 à V838                   | Yves le Loup        | Le Chevalier du trèfle             | Jean Ollivier                                                 | 27 planches (la pl.13 du n°824 est de Pierre Le Guen) | du 04/12/1960 au 04/06/1961 |                     |
| Vaillant 835                  | Fin du grand format | Fin du grand format                | Fin du grand format                                           | Fin du grand format                                   | Fin du grand format         | Fin du grand format |
| V839 à V860                   | Yves le Loup        | Le Complot de Paris                | Jean Ollivier                                                 | 22 planches                                           | du 11/06/1961 au 05/11/1961 |                     |
| V861 à V886                   | Yves le Loup        | La Révolte des Flandres            | Jean Ollivier                                                 | 26 planches                                           | du 12/11/1961 au 06/05/1962 |                     |
| V934 à V952                   | Ragnar le Viking    | Gudrid enlevée                     | Jean Ollivier                                                 | 19 planches                                           | du 07/04/1963 au 11/08/1963 |                     |
| V953 à V965                   | Ragnar le Viking    | sans titre                         | Eduardo Coelho et Jean Ollivier                               | 13 planches                                           | du 18/08/1963 au 10/11/1963 |                     |
| V966 à V996 puis V998 à V1009 | Ragnar le Viking    | L'Indomptable Viking (1re partie)  | Eduardo Coelho et Jean Ollivier                               | 42 planches                                           | du 17/11/1963 au 13/09/1964 |                     |
| V996                          |                     | Le Défi                            | Jean Ollivier                                                 | 4 planches                                            | 14/06/1964                  |                     |
| V997                          |                     | La Course de Fort Chadbourne       | Eduardo Coelho                                                | 4 planches                                            | 21/06/1964                  |                     |
| V1010                         |                     | Le Chacal de la mer                | Eduardo Coelho                                                | 4 planches                                            | 20/09/1964                  |                     |
| V1010 à V1028                 | Ragnar le Viking    | L'Indomptable Viking (2e partie)   | Eduardo Coelho et Jean Ollivier                               | 19 planches                                           | du 20/09/1964 au 24/01/1965 |                     |
| V1020                         |                     | Un Loup dans l’ombre               | Eduardo Coelho                                                | 4 planches                                            | 29/11/1964                  |                     |
| V1029 à V1051                 | Ragnar le Viking    | Sous le signe de Thor              | Jean Ollivier                                                 | 46 planches                                           | du 31/01/1965 au 04/07/1965 |                     |
| V1052 à V1082                 | Ragnar le Viking    | Sur la terre des Francs            | Jean Ollivier                                                 | 40 planches +a                                        | du 11/07/1965 au 06/02/1966 |                     |
| V1083 à V1095                 | Ragnar le Viking    | Un Duché à conquérir               | Jean Ollivier                                                 | 48 planches                                           | du 13/02/1966 au 08/05/1966 |                     |
| V1096 à V1120                 | Ragnar le Viking    | Le Fleuron de la couronne          | Jean Ollivier                                                 | 48 planches                                           | du 15/05/1966 au 30/10/1966 |                     |
| V1122 à V1130                 | Ragnar le Viking    | La Forteresse d'Anksar             | Jean Ollivier                                                 | 18 planches +a                                        | du 13/11/1966 au 08/01/1967 |                     |
| V1131 à V1142                 | Ragnar le Viking    | Les Loups du pont de Londres       | Jean Ollivier                                                 | 23 planches                                           | du 15/01/1967 au 02/04/1967 |                     |
| V1143                         | Ragnar le Viking    | La Géante des Nordreys             | Jean Ollivier                                                 | 12 planches                                           | 09/04/1967                  |                     |
| V1147 à V1156                 | Ragnar le Viking    | Le Briseur de chaînes              | Jean Ollivier                                                 | 17 planches +a                                        | du 07/05/1967 au 09/07/1967 |                     |
| V1153                         | Ragnar le Viking    | Jusqu'au bout de la mer !          | Jean Ollivier                                                 | 6 planches                                            | 18/06/1967                  |                     |
| V1157 à V1162                 | Ragnar le Viking    | Le Temple de la déesse             | Jean Ollivier                                                 | 12 planches                                           | du 16/07/1967 au 20/08/1967 |                     |
| V1163 à V1168                 | Ragnar le Viking    | Les Renards de l'île blanche       | Jean Ollivier                                                 | 12 planches                                           | du 27/08/1967 au 01/10/1967 |                     |
| V1170                         | Ragnar le Viking    | Le Vin du sorcier                  | Jean Ollivier                                                 | 12 planches +a                                        | 15/10/1967                  |                     |
| V1171 à V1186                 | Ragnar le Viking    | Ragnar contre Weland "Casque d'or" | Jean Ollivier                                                 | 24 planches + couverture (n°1171)                     | du 22/10/1967 au 04/02/1968 |                     |
| V1178                         | Ragnar le Viking    | La Nuit des cadeaux                | Jean Ollivier                                                 | 6 planches                                            | 10/12/1967                  |                     |
| V1187 à V1194                 | Ragnar le Viking    | Le Viking aux gerfauts             | Jean Ollivier                                                 | 16 planches                                           | du 11/02/1968 au 31/03/1968 |                     |
| V1195 à V1202                 | Ragnar le Viking    | Le Cairn de l'or                   | Jean Ollivier                                                 | 16 planches                                           | du 07/04/1968 au 26/05/1968 |                     |
| V1203 à V1211                 | Ragnar le Viking    | Le Chaudron magique                | Jean Ollivier                                                 | 16 planches                                           | du 02/06/1968 au 18/08/1968 |                     |
| V1206                         |                     | La Forteresse imprenable           | Georges Rieu                                                  | 12 planches                                           | 14/07/1968                  |                     |
| V1212 à V1217                 | Ragnar le Viking    | La Montagne d'Asgard               | Jean Ollivier                                                 | 12 planches                                           | du 25/08/1968 au 29/09/1968 |                     |
| V1218                         | Ragnar le Viking    | L'Étalon blanc                     | Jean Ollivier                                                 | 12 planches                                           | 06/10/1968                  |                     |
| V1219 à V1224                 | Ragnar le Viking    | Le Chevalier teutonique            | Jean Ollivier                                                 | 12 planches                                           | du 13/10/1968 au 17/11/1968 |                     |
| V1225 à V1232                 | Ragnar le Viking    | Vik le dragon                      | Jean Ollivier                                                 | 14 planches                                           | du 24/11/1968 au 19/01/1969 |                     |
| V1228                         | Ragnar le Viking    | Les Fêtes d'hiver                  | Jean Ollivier                                                 | 7 planches                                            | 15/12/1968                  |                     |
| V1233 à V1238                 | Ragnar le Viking    | Ragnar et les Hummliks             | Jean Ollivier                                                 | 12 planches                                           | du 19/01/1969 au 23/02/1969 |                     |

### Pipolin - Les gaies images(1957-1963)
- Métiers curieux du temps jadis (dessin), rédactionnel, Pipolin n°5, 1958.
- Les Vikings (2 dessins), conte de Jean Ollivier, n°14, 1958.
- Au Pays du froid (dessin), rédactionnel de Jean Ollivier, n°16, 1959.
- En Gaule, il y a 2000 ans (dessin, avec Boucrot), rédactionnel de M. Chambaz, n°17, 1959.
- Pipolin aux sports d'hiver (dessin), texte, n°27, 1959.
- Lénine, le plus grand brise-glace du monde (dessin), rédactionnel, n°50, 1961.

| N° de publication | Titre                                                 | Scénariste | Longueur                | Date de publication |
| ----------------- | ----------------------------------------------------- | ---------- | ----------------------- | ------------------- |
| Pipolin 1         | La Pêche miraculeuse de Pipolin                       | Coelho     | 7 planches + couverture | 10/1957             |
| P 2               | Pipolin et le sanglier solitaire                      | Coelho     | 7 planches + couverture | 11/1957             |
| P 3               | Les aventures de Pipolin et du nain qui avait trop bu | Coelho     | 7 planches + couverture | 12/1957             |
| P 4               | Les aventures de Pipolin et du petit chien Floc       | Coelho     | 7 planches + couverture | 01/1958             |
| P 5               | sans titre                                            | Coelho     | 7 planches + couverture | 02/1958             |
| P 6               | La Voiture de Pipolin                                 | Coelho     | 7 planches + couverture | 03/1958             |
| P 7               | Pipolin et le poisson d'avril                         | Coelho     | 7 planches + couverture | 04/1958             |
| P 8               | Pipolin et le trésor                                  | Coelho     | 7 planches + couverture | 05/1958             |
| P 9               | Pipolin et le fantôme !                               | Coelho     | 7 planches + couverture | 06/1958             |
| P 10              | Pipolin passe l'examen                                | Coelho     | 7 planches + couverture | 07/1958             |
| P 11              | Pipolin et la pêche miraculeuse                       | Coelho     | 7 planches + couverture | 08/1958             |
| P 12              | Pipolin visite le musée                               | Coelho     | 7 planches + couverture | 09/1958             |
| P 13              | L'Anniversaire de Pipolin                             | Coelho     | 7 planches + couverture | 10/1958             |
| P 14              | Pipolin et le magicien de la forêt                    | Coelho     | 7 planches + couverture | 11/1958             |
| P 15              | Le Noël de Pipolin                                    | Coelho     | 7 planches + couverture | 12/1958             |
| P 16              | L'Héritage de Pipolin                                 | Coelho     | 7 planches + couverture | 01/1959             |
| P 17              | Pipolin et la joyeuse mascarade                       | Coelho     | 7 planches + couverture | 02/1959             |
| P 18              | Les Aventures de Pipolin au zoo                       | Coelho     | 7 planches + couverture | 03/1959             |
| P 19              | La Fête dans la forêt                                 | Coelho     | 7 planches + couverture | 04/1959             |
| P 20              | Le Cirque est arrivé !                                | Coelho     | 7 planches + couverture | 05/1959             |
| P 21              | L'Île aux perroquets                                  | Coelho     | 7 planches + couverture | 06/1959             |
| P 22              | Pipolin devient chasseur                              | Coelho     | 7 planches + couverture | 07/1959             |
| P 23              | Pipolin découvre l'Italie                             | Coelho     | 7 planches + couverture | 08/1959             |
| P 24              | Un Retour mouvementé                                  | Coelho     | 7 planches + couverture | 09/1959             |
| P 25              | Le Rhume attaque Pipolin                              | Coelho     | 7 planches + couverture | 10/1959             |
| P 26              | Le Match de football                                  | Coelho     | 7 planches + couverture | 11/1959             |
| P 27              | Voici Noël                                            | Coelho     | 7 planches + couverture | 12/1959             |
| P 28              | Les Inventions de Pipolin                             | Coelho     | 7 planches + couverture | 01/1960             |
| P 29              | Pipolin et la rage de dents                           | Coelho     | 7 planches + couverture | 02/1960             |
| P 30              | Pipolin et les crêpes ensorcelées...                  | Coelho     | 7 planches + couverture | 03/1960             |
| P 31              | Pipolin et la gymnastique                             | Coelho     | 7 planches + couverture | 04/1960             |
| P 32              | Pipolin chez les cow-boys                             | Coelho     | 7 planches + couverture | 05/1960             |
| P 33              | Une Journée bien remplie                              | Coelho     | 7 planches + couverture | 06/1960             |
| P 34              | Pipolin contre Kid le musclé                          | Coelho     | 7 planches + couverture | 07/1960             |
| P 35              | Pipolin et les animaux fantastiques                   | Coelho     | 7 planches + couverture | 08/1960             |
| P 36              | Pipolin dans la jungle                                | Coelho     | 7 planches + couverture | 09/1960             |
| P 37              | Pipolin et le pot au lait                             | Coelho     | 7 planches + couverture | 10/1960             |
| P 38              | Le Grand-père Pipolin XIV                             | Coelho     | 6 planches + couverture | 11/1960             |
| P 39              | L'Arbre de Noël de Pipolin                            | Coelho     | 6 planches              | 12/1960             |
| P 40              | L'Hiver attaque Pipolin                               | Coelho     | 6 planches + couverture | 01/1961             |
| P 41              | Les Mésaventures de Pipolin                           | Coelho     | 6 planches + couverture | 02/1961             |
| P 42              | Une Barbe récalcitrante                               | Coelho     | 6 planches + couverture | 03/1961             |
| P 43              | Pipolin et le poisson d'avril                         | Coelho     | 6 planches + couverture | 04/1961             |
| P 44              | Bonne fête                                            | Coelho     | 6 planches + couverture | 05/1961             |
| P 45              | Pipolin et la partie de pêche                         | Coelho     | 6 planches              | 06/1961             |
| P 46              | Pipolin fête le 14 juillet                            | Coelho     | 6 planches              | 07/1961             |
| P 47              | Le temps des moissons                                 | Coelho     | 6 planches              | 08/1961             |
| P 48              | Gai, gai, cueillons le raisin !                       | Coelho     | 6 planches              | 09/1961             |
| P 49              | Pipolin retourne à l'école                            | Coelho     | 6 planches              | 10/1961             |
| P 50              | Pipolin et l'arche de Noé                             | Coelho     | 6 planches              | 11/1961             |
| P 51              | Pipolin Père Noël                                     | Coelho     | 3 pages                 | 12/1961             |
| P 52              | Pipolin prépare le championnat                        | Luda       | 3 pages                 | 01/1962             |
| P 53              | Des Ennuis pour Pipolin                               | Luda       | 3 pages                 | 02/1962             |
| P 54              | Qui a fait le printemps ?                             | Luda       | 3 pages                 | 03/1962             |
| P 55              | Comme dans un conte...                                | Luda       | 3 pages                 | 04/1962             |
| P 56              | Champion malgré lui                                   | Luda       | 3 pages                 | 05/1962             |
| P 57              | A qui la faute ?                                      | Luda       | 3 pages                 | 06/1962             |
| P 58              | Son et lumière                                        | Luda       | 3 pages                 | 07/1962             |
| P 59              | Pipolin gardien du phare                              | Luda       | 3 pages                 | 08/1962             |
| P 60              | Le Grand Départ                                       | Luda       | 3 pages                 | 09/1962             |
| P 61              | Pipolin et le modèle réduit                           | Coelho     | 4 planches              | 10/1962             |
| P 62              | Pipolin et la composition                             | Coelho     | 4 planches              | 11/1962             |
| P 63              | Père Noël et compagnie                                | Coelho     | 4 planches              | 12/1962             |
| P 64              | Sports d'hiver                                        | Coelho     | 4 planches              | 01/1963             |
| P 65              | Pipolin et la faim sans fin                           | Coelho     | 4 planches              | 02/1963             |
| P 66              | Pipolin fait du nettoyage                             | Coelho     | 4 planches              | 03/1963             |
| P 67              | sans titre                                            | Coelho     | 4 planches              | 04/1963             |
| P 68              | sans titre                                            | Coelho     | 4 planches              | 05/1963             |
| P 69              | sans titre                                            | Coelho     | 4 planches              | 06/1963             |
| P 70              | sans titre                                            | Coelho     | 4 planches              | 07/1963             |
| P 71              | sans titre                                            | Coelho     | 4 planches              | 08/1963             |
| P 72              | Pipolin cordon bleu                                   | Coelho     | 4 planches              | 09/1963             |

- Couvertures et dos des recueils Pipolin n°1 à 12 (dessin).

### Cœurs Vaillants
- Blason d'Argent - Le Mystère de la Cantenelle (dessin), couverture, n°7, 1958.

### Âmes Vaillantes
- L'Apparition verte (dessin), avec Florence Houlet (scénario), 3 planches, n°10, 1958.

### Hurrah! (2esérie)
- Les Gais archers du Roi Henry, 32 planches, n°240 à 247, 1958 [1] (reprise de Bowmen of King Harry publié dans Comet en 1955-1956).

### Petits formats

#### Brik(1962-1964)
| N° de publication | Série           | Titre                          | Scénariste    | Longueur    | Date de publication | Reprises   |
| ----------------- | --------------- | ------------------------------ | ------------- | ----------- | ------------------- | ---------- |
| Brik 56           | Biorn le Viking | La Loi du Nord                 | Jean Ollivier | 21 planches | 11/1962             | Pirates 62 |
| Brik 57           | Biorn le Viking | Le Maître des drakkars         | Jean Ollivier | 20 planches | 12/1962             | Pirates 62 |
| Brik 58           | Biorn le Viking | Les Danois attaquent           | Jean Ollivier | 21 planches | 01/1963             | Pirates 63 |
| Brik 59           | Biorn le Viking | La Fosse des condamnés         | Jean Ollivier | 20 planches | 02/1963             | Pirates 63 |
| Brik 60           | Biorn le Viking | Les Guerrières de Nidaros      | Jean Ollivier | 20 planches | 03/1963             | Pirates 64 |
| Brik 61           | Biorn le Viking | La Nuit de sang !              | Jean Ollivier | 20 planches | 04/1963             | Pirates 64 |
| Brik 62           | Biorn le Viking | Le Harfang                     | Jean Ollivier | 20 planches | 05/1963             | Pirates 65 |
| Brik 63           | Biorn le Viking | La Sorcière de Rugen           | Jean Ollivier | 20 planches | 06/1963             | Pirates 65 |
| Brik 64           | Biorn le Viking | Le Sceau du diable             | Jean Ollivier | 20 planches | 07/1963             | Pirates 66 |
| Brik 65           | Biorn le Viking | Les Hommes aux boucliers ronds | Jean Ollivier | 20 planches | 08/1963             | Pirates 66 |
| Brik 66           | Biorn le Viking | La Fille de Bravalla           | Jean Ollivier | 20 planches | 09/1963             | Pirates 67 |
| Brik 67           | Biorn le Viking | Le Maître des runes            | Jean Ollivier | 20 planches | 10/1963             | Pirates 67 |
| Brik 68           | Biorn le Viking | Le Moulin de Cockdorp          | Jean Ollivier | 20 planches | 11/1963             | Pirates 68 |
| Brik 69           | Biorn le Viking | La Meule des esclaves          | Jean Ollivier | 20 planches | 12/1963             | Pirates 69 |
| Brik 70           | Biorn le Viking | L'Épée de Sigurd               | Jean Ollivier | 20 planches | 01/1964             | Pirates 70 |
| Brik 71           | Biorn le Viking | La Coupe des promesses         | Jean Ollivier | 20 planches | 02/1964             | Pirates 71 |
| Brik 72           | Biorn le Viking | Witokind le sauvage            | Jean Ollivier | 20 planches | 03/1964             | Pirates 72 |

#### Cartouche(1964-1965)
- Couverture (dessin), Cartouche Géant album n°2, décembre 1965.

| N° de publication | Série     | Titre                     | Scénariste    | Longueur                 | Date de publication | Reprises            |
| ----------------- | --------- | ------------------------- | ------------- | ------------------------ | ------------------- | ------------------- |
| Cartouche 1       | Cartouche | La Coquille d'or          | Jean Ollivier | 30 planches + couverture | 09/1964             | Don Z 11 et Kali 36 |
| Cartouche 2       | Cartouche | Cartouche s'en mêle       | Jean Ollivier | 30 planches + couverture | 10/1964             | Don Z 12            |
| Cartouche 3       | Cartouche | Cartouche et le testament | Jean Ollivier | 30 planches + couverture | 11/1964             | Don Z 14            |
| Cartouche 4       | Cartouche | Cartouche ouvre le bal    | Jean Ollivier | 30 planches + couverture | 12/1964             | Don Z 15            |
| Cartouche 5       | Cartouche | Seul contre tous          | Jean Ollivier | 31 planches + couverture | 01/1965             | Don Z 16            |
| Cartouche 6       | Cartouche | La Tour, prends garde !   | Jean Ollivier | 30 planches + couverture | 02/1965             | Don Z 17            |
| Cartouche 7       | Cartouche | La Rose d'or              | Jean Ollivier | 30 planches + couverture | 03/1965             | Don Z 18            |

#### Robin des Bois Spécial(1966)
| N° de publication        | Série     | Titre                  | Scénariste    | Longueur    | Date de publication | Reprises |
| ------------------------ | --------- | ---------------------- | ------------- | ----------- | ------------------- | -------- |
| Robin des Bois Spécial 1 | Cartouche | L'Équipée de Montrouge | Jean Ollivier | 30 planches | 03/1966             | Don Z 19 |
| RdB Spécial 3            | Cartouche | Royal Picardie         | Jean Ollivier | 30 planches | 09/1966             |          |

#### Pirates(1966-1968)
| N° de publication | Série           | Titre                  | Scénariste    | Longueur     | Date de publication | Reprises        |
| ----------------- | --------------- | ---------------------- | ------------- | ------------ | ------------------- | --------------- |
| Pirates 21        | Biorn le Viking | L'Île des sacrifices   | Jean Ollivier | 120 planches | 02/1966             | Pirates 73 à 76 |
| Pirates 22        | Biorn le Viking | Le Forteresse sacrée   | Jean Ollivier | 119 planches | 05/1966             | Pirates 77 à 79 |
| Pirates 23        | Biorn le Viking | Le Dragon de Kilgaar   | Jean Ollivier | 40 planches  | 08/1966             | Pirates 80      |
| Pirates 24        | Biorn le Viking | L'Anneau de Grettir    | Jean Ollivier | 40 planches  | 11/1966             | Pirates 81      |
| Pirates 26        | Biorn le Viking | Les Fils de la tempête | Jean Ollivier | 40 planches  | 05/1967             | Pirates 82      |
| Pirates 27        | Biorn le Viking | La Baie des Gaëls      | Jean Ollivier | 40 planches  | 08/1967             | Pirates 83      |
| Pirates 28        | Biorn le Viking | Le Jarl des Orcades    | Jean Ollivier | 40 planches  | 11/1967             | Pirates 84      |
| Pirates 29        | Biorn le Viking | La Grande muraille     | Jean Ollivier | 40 planches  | 02/1968             | Pirates 85      |
| Pirates 30        | Biorn le Viking | Erik le Rouge          | Jean Ollivier | 40 planches  | 05/1968             | Pirates 86      |

#### Reprises anglaises
| Publication originale          | Publication française                                  | Série originale | Série en français                         | Titre original                              | Titre en français                                                             | Longueur    | Date de publication française | Date de publication originale |
| ------------------------------ | ------------------------------------------------------ | --------------- | ----------------------------------------- | ------------------------------------------- | ----------------------------------------------------------------------------- | ----------- | ----------------------------- | ----------------------------- |
| Thriller Picture Library n°134 | Oliver n° 32                                           | Robin Hood      | Oliver                                    | Robin Hood and the spectre of doomsday keep | Le Spectre                                                                    | 13 planches | 01/1960                       | 06/1956                       |
| Thriller Picture Library n°158 | Oliver n°66 (repris dans Robin des Bois n°9 et n°86)   | Robin Hood      | Oliver (Robin des Bois dans les reprises) | Robin Hood and the sheriff's ruby ring      | La Bague du prévôt (ou Robin des Bois et l'anneau de rubis dans les reprises) | 13 planches | 06/1960                       | 01/1957                       |
| Thriller Picture Library n°162 | Oliver n°67 (repris dans Robin des Bois n° 11 et n°88) | Robin Hood      | Oliver (Robin des Bois dans les reprises) | Robin Hood and Will Scarlet's revenge       | La Revanche de Scarlett (ou Une Juste vengeance dans les reprises)            | 31 planches | 07/1961                       | 02/1957                       |
| Robin Hood Annual 1957         | Pirates n° 12                                          | Robin Hood      | Robin des Bois                            | The Story of Wat O' the whip                | Wat au fouet                                                                  | 10 planches | 03/1963                       | 1956                          |

### L'Humanité
- Les Orgues du diable (dessin), de Robert Carvel, adapté par Jean Sanitas, 128 strips, 25 avril - 10 octobre 1968.

#### Almanach ouvrier-paysan deL'Humanité
- Thorwald Erikson (dessin), avec Jean Ollivier (scénario), 12 planches, almanach ouvrier-paysan 1970.
- Les Enfants de la Commune (dessin), avec Roger Lécureux (scénario), 20 bandes verticales, almanach ouvrier-paysan 1971.
- Nasdine Hodja : Le Tapis de Boukhara (dessin), avec Roger Lécureux (scénario), 9 planches format à l'italienne, almanach ouvrier-paysan 1972.

### Pif gadget(1969-1984)
« +a » après l'indication de longueur d'un épisode indique qu'une illustration d'annonce de l'histoire a été publiée dans le numéro précédent.
- La Bourse de Robin des Bois (dessin), couverture, n°59, 1970.
- Les Dessinateurs de Pif gadget à l'honneur, un dessin de Robin de Bois (reprise) et une photographie de Coelho (avec Mordillo), n°257, 1974.
- 30 ans de bandes dessinées, deux photographies de Coelho, n°297, 1974.
- Erik le Rouge (dessin), annonce du début de la série, n°396, 1976.
- Colomb n'a pas découvert l'Amérique (dessin), article de Jean Ollivier, n°716, 1982.

| N° de publication                      | Série                | Titre                                                | Scénariste           | Longueur                                | Date de publication  |                      |
| -------------------------------------- | -------------------- | ---------------------------------------------------- | -------------------- | --------------------------------------- | -------------------- | -------------------- |
| Pif gadget 4                           | Ragnar le Viking     | Le Maître des naufrageurs                            | Jean Ollivier        | 20 planches                             | 17/03/1969           |                      |
| PG 10                                  | Ragnar le Viking     | La Danse des épées                                   | Jean Ollivier        | 20 planches                             | 28/04/1969           |                      |
| PG 16                                  | Ragnar le Viking     | Dans les chaînes                                     | Jean Ollivier        | 20 planches                             | 09/06/1969           |                      |
| PG 23                                  | Ragnar le Viking     | L’Héritage de Grim                                   | Jean Ollivier        | 20 planches                             | 28/07/1969           |                      |
| PG 27                                  | Robin de Bois        | La Nuit de Derby                                     | Jean Ollivier        | 20 planches                             | 25/08/1969           |                      |
| PG 30                                  | Ragnar le Viking     | Les Terres fabuleuses                                | Jean Ollivier        | 20 planches                             | 15/09/1969           |                      |
| PG 33                                  | Robin des Bois       | Les 2 écus du sheriff                                | Jean Ollivier        | 20 planches                             | 06/10/1969           |                      |
| PG 41                                  | Robin des Bois       | À bon entendeur, salut !                             | Jean Ollivier        | 20 planches                             | 01/12/1969           |                      |
| PG 47                                  | Robin des Bois       | Un Château pour l’hiver                              | Jean Ollivier        | 20 planches                             | 12/01/1970           |                      |
| PG 53                                  | Robin des Bois       | Œil pour œil, dent pour dent !                       | Jean Ollivier        | 20 planches                             | 23/02/1970           |                      |
| PG 61                                  | Robin des Bois       | Le Retour de Cœur de Lion                            | Jean Ollivier        | 20 planches                             | 20/04/1970           |                      |
| PG 72                                  | Robin des Bois       | La Taverne de la cloche d’or                         | Jean Ollivier        | 20 planches                             | 06/07/1970           |                      |
| PG 79                                  | Robin des Bois       | La Trahison du roi Richard                           | Jean Ollivier        | 20 planches + un dessin (reprise)       | 24/08/1970           |                      |
| PG 84                                  | Robin des Bois       | Le Seigneur de Sherwood                              | Jean Ollivier        | 20 planches                             | 28/09/1970           |                      |
| PG 92                                  | Robin des Bois       | Le Tournoi des archers                               | Jean Ollivier        | 20 planches                             | 23/11/1970           |                      |
| PG 98                                  | Robin des Bois       | Le Sanglier de Lancastre                             | Jean Ollivier        | 20 planches                             | 04/01/1971           |                      |
| PG 105                                 | Robin des Bois       | Le Testament d’Henry Hunton                          | Jean Ollivier        | 20 planches +a                          | 22/02/1971           |                      |
| PG 114                                 | Robin des Bois       | La Ceinture au trésor                                | Jean Ollivier        | 20 planches                             | 26/04/1971           |                      |
| PG 122                                 | Robin des Bois       | Que Justice soit faite !                             | Jean Ollivier        | 20 planches                             | 21/06/1971           |                      |
| PG 129                                 | Robin des Bois       | Le Tigre de Scunthorpe                               | Jean Ollivier        | 20 planches                             | 09/08/1971           |                      |
| PG 134                                 | Robin des Bois       | Le Chevalier "La Rose"                               | Jean Ollivier        | 20 planches +a                          | 13/09/1971           |                      |
| PG 136                                 | Robin des Bois       | Le Tournoi de Bedford                                | Jean Ollivier        | 10 planches                             | 27/09/1971           |                      |
| PG 148                                 | Robin des Bois       | Chevalier d’aventure                                 | Jean Ollivier        | 20 planches                             | 20/12/1971           |                      |
| PG 159                                 | Robin des Bois       | La Veuve et l’orphelin                               | Jean Ollivier        | 20 planches                             | 06/03/1972           |                      |
| PG 168                                 | Robin des Bois       | Les Barons teutoniques                               | Jean Ollivier        | 20 planches +a                          | 08/05/1972           |                      |
| PG 172                                 | Robin des Bois       | Le Diable de Tilburg                                 | Jean Ollivier        | 10 planches                             | 05/06/1972           |                      |
| PG 178                                 | Robin des Bois       | Le Sanglier des Ardennes                             | Jean Ollivier        | 20 planches                             | 17/07/1972           |                      |
| PG 181                                 | Robin des Bois       | La Fortune de Robin ou le Pont sur la Sambre         | Jean Ollivier        | 10 planches                             | 07/08/1972           |                      |
| PG 187                                 | Robin des Bois       | Le Seigneur rouge                                    | Jean Ollivier        | 20 planches                             | 18/09/1972           |                      |
| PG 191                                 | Robin des Bois       | L’Arbre du pendu                                     | Jean Ollivier        | 10 planches                             | 23/10/1972           |                      |
| PG 197                                 | Robin des Bois       | La Fuite du héros                                    | Jean Ollivier        | 10 planches                             | 04/12/1972           |                      |
| PG 202                                 | Robin des Bois       | L’Épée pour un duel                                  | Jean Ollivier        | 10 planches                             | 08/01/1973           |                      |
| PG 206                                 | Robin des Bois       | La Reine d’Égypte                                    | Jean Ollivier        | 10 planches                             | 05/02/1973           |                      |
| PG 209                                 | Robin des Bois       | Échec au roi                                         | Jean Ollivier        | 20 planches +a                          | 26/02/1973           |                      |
| PG 212                                 | Robin des Bois       | La Carte aux fleurs de lys…                          | Jean Ollivier        | 10 planches                             | 19/03/1973           |                      |
| PG 215                                 | Robin des Bois       | Le Traître est dans la place                         | Jean Ollivier        | 10 planches +a                          | 09/04/1973           |                      |
| PG 220                                 | Robin des Bois       | La Mort du roi Richard                               | Jean Ollivier        | 15 planches +a                          | 14/05/1973           |                      |
| PG 225                                 | Robin des Bois       | L’Introuvable Petit–Jean                             | Jean Ollivier        | 10 planches                             | 18/06/1973           |                      |
| PG 228                                 | Robin des Bois       | Les Flèches de la vengeance                          | Jean Ollivier        | 10 planches                             | 09/07/1973           |                      |
| PG 232                                 | Robin des Bois       | La Guerre du sel                                     | Jean Ollivier        | 20 planches +a                          | 06/08/1973           |                      |
| PG 241                                 | Robin des Bois       | Les Chiens de sang                                   | Jean Ollivier        | 10 planches                             | 08/10/1973           |                      |
| PG 246                                 | Robin des Bois       | L'Homme vêtu de fer                                  | Jean Ollivier        | 10 planches                             | 12/11/1973           |                      |
| PG 247                                 | Robin des Bois       | Les Faucons blancs                                   | Jean Ollivier        | 20 planches                             | 19/11/1973           |                      |
| PG 251                                 | Robin des Bois       | Le Cri de l’épervier                                 | Jean Ollivier        | 10 planches                             | 17/12/1973           |                      |
| PG 254                                 | Robin des Bois       | Le Prince des voleurs                                | Jean Ollivier        | 10 planches                             | 07/01/1974           |                      |
| PG 257                                 | Robin des Bois       | La Sorcière du roi                                   | Jean Ollivier        | 10 planches                             | 28/01/1974           |                      |
| PG 260                                 | Robin des Bois       | Alerte aux Danois                                    | Jean Ollivier        | 10 planches                             | 18/02/1974           |                      |
| PG 262                                 | Robin des Bois       | Retour à Sherwood                                    | Jean Ollivier        | 10 planches                             | 04/03/1974           |                      |
| PG 264                                 | Robin des Bois       | Le Brigand au chapeau vert                           | Jean Ollivier        | 7 planches                              | 18/03/1974           |                      |
| PG 267                                 | Robin des Bois       | Le Bal de Clapham                                    | Jean Ollivier        | 7 planches                              | 08/04/1974           |                      |
| PG 271                                 | Robin des Bois       | La Côte du diable...                                 | Jean Ollivier        | 10 planches                             | 06/05/1974           |                      |
| PG 274                                 | Robin des Bois       | Le Concurrent                                        | Jean Ollivier        | 10 planches                             | 27/05/1974           |                      |
| PG 277                                 | Robin des Bois       | Quand beugla le cor                                  | Jean Ollivier        | 10 planches                             | 17/06/1974           |                      |
| PG 280                                 | Robin des Bois       | L’Empoisonneur                                       | Jean Ollivier        | 10 planches                             | 08/07/1974           |                      |
| PG 283                                 | Robin des Bois       | Le Coffre aux merveilles                             | Jean Ollivier        | 10 planches +a                          | 29/07/1974           |                      |
| PG 287                                 | Robin des Bois       | La Nuit des sorcelleries                             | Jean Ollivier        | 10 planches                             | 26/08/1974           |                      |
| PG 290                                 | Robin des Bois       | Les Malheurs du chancelier                           | Jean Ollivier        | 10 planches                             | 16/09/1974           |                      |
| PG 293                                 | Robin des Bois       | La Peau de l'ours                                    | Jean Ollivier        | 10 planches                             | 07/10/1974           |                      |
| PG 296                                 | Robin des Bois       | Le Clan des hommes sauvages                          | Jean Ollivier        | 10 planches                             | 28/10/1974           |                      |
| PG 301                                 | Robin des Bois       | Le Château des tourments                             | Jean Ollivier        | 10 planches                             | 02/12/1974           |                      |
| PG 305                                 | Robin des Bois       | La Torque d'or                                       | Jean Ollivier        | 10 planches                             | 30/12/1974           |                      |
| PG 307                                 | Robin des Bois       | Le Chien venu d'ailleurs...                          | Jean Ollivier        | 10 planches                             | 13/01/1975           |                      |
| PG 310                                 | Robin des Bois       | La Horde grise                                       | Jean Ollivier        | 10 planches                             | 03/02/1975           |                      |
| PG 319                                 | Le Furet             | La Cour des miracles                                 | Jean Ollivier        | 12 planches                             | 07/04/1975           |                      |
| PG 320                                 | Le Furet             | sans titre                                           | Jean Ollivier        | 12 planches                             | 14/04/1975           |                      |
| PG 327                                 | Le Furet             | sans titre                                           | Jean Ollivier        | 12 planches                             | 02/06/1975           |                      |
| PG 334                                 | Le Furet             | sans titre                                           | Jean Ollivier        | 12 planches                             | 21/07/1975           |                      |
| PG 338                                 | Le Furet             | sans titre                                           | Jean Ollivier        | 12 planches                             | 18/08/1975           |                      |
| PG 343                                 | Le Furet             | sans titre                                           | Jean Ollivier        | 12 planches                             | 22/09/1975           |                      |
| Pif gadget 345                         | Passage à la couleur | Passage à la couleur                                 | Passage à la couleur | Passage à la couleur                    | Passage à la couleur | Passage à la couleur |
| PG 350                                 | Le Furet             | Le Voleur de couronne                                | Jean Ollivier        | 12 planches                             | 10/11/1975           |                      |
| PG 356                                 | Le Furet             | Pour sauver le roi des Gueux                         | Jean Ollivier        | 12 planches                             | 22/12/1975           |                      |
| PG 356                                 | Jean Richard raconte | Le Voyage des chutes 1 : La Conquête du feu (n&b)    | Patrick Cothias      | 3 planches                              | 22/12/1975           |                      |
| PG 357                                 | Jean Richard raconte | Le Voyage des chutes 2 : La Misère des castors (n&b) | Patrick Cothias      | 3 planches                              | 29/12/1975           |                      |
| PG 358                                 | Jean Richard raconte | Le Voyage des chutes 3 (n&b)                         | Patrick Cothias      | 3 planches                              | 05/01/1976           |                      |
| PG 362                                 | Le Furet             | sans titre                                           | Jean Ollivier        | 12 planches                             | 02/02/1976           |                      |
| PG 364                                 | Le Furet             | Le Turc et la bombarde                               | Jean Ollivier        | 12 planches                             | 16/02/1976           |                      |
| PG 377                                 | Le Furet             | sans titre                                           | Jean Ollivier        | 12 planches                             | 17/05/1976           |                      |
| PG 386                                 | Le Furet             | Les Loups-garous                                     | Jean Ollivier        | 12 planches                             | 19/07/1976           |                      |
| PG spécial le ballon hurleur (389 bis) | Le Furet             | sans titre                                           | Jean Ollivier        | 12 planches                             | 23/08/1976           |                      |
| PG 398                                 | Erik le Rouge        | sans titre                                           | Jean Ollivier        | 12 planches +a et une couverture        | 11/10/1976           |                      |
| PG 399                                 | Erik le rouge        | sans titre                                           | Jean Ollivier        | 12 planches                             | 18/10/1976           |                      |
| PG 400                                 | Erik le rouge        | sans titre                                           | Jean Ollivier        | 12 planches                             | 25/10/1976           |                      |
| PG 403                                 | Erik le rouge        | sans titre                                           | Jean Ollivier        | 12 planches                             | 15/11/1976           |                      |
| PG 406                                 | Erik le rouge        | Loki le malfaisant                                   | Jean Ollivier        | 12 planches                             | 06/12/1976           |                      |
| PG 410                                 | Erik le rouge        | sans titre                                           | Jean Ollivier        | 12 planches                             | 03/01/1977           |                      |
| PG 422                                 | Erik le rouge        | Le Jour de la baleine                                | Jean Ollivier        | 8 planches                              | 28/03/1977           |                      |
| PG 430                                 | Erik le rouge        | Les Pirates des Sudreys                              | Jean Ollivier        | 8 planches                              | 23/05/1977           |                      |
| PG 444                                 | Erik le rouge        | L'Île de glace                                       | Jean Ollivier        | 9 planches                              | 29/08/1977           |                      |
| PG spécial export D                    | Erik le rouge        | L'Étalon noir                                        | Jean Ollivier        | 8 planches                              | 05/1978              |                      |
| PG 543                                 | Ayak                 | sans titre                                           | Jean Ollivier        | 10 planches +a et bandeau de couverture | 20/08/1979           |                      |
| PG 547                                 | Ayak                 | La Piste de l'or                                     | Jean Ollivier        | 10 planches                             | 17/09/1979           |                      |
| PG 551                                 | Ayak                 | La Fille des hommes                                  | Jean Ollivier        | 10 planches                             | 15/10/1979           |                      |
| PG 559                                 | Ayak                 | La Neige qui roule                                   | Jean Ollivier        | 10 planches                             | 10/12/1979           |                      |
| PG 562                                 | Ayak                 | Le Ravin du cheval mort                              | Jean Ollivier        | 12 planches                             | 31/12/1979           |                      |
| PG 568                                 | Ayak                 | L’Aigle du Yukon                                     | Jean Ollivier        | 10 planches                             | 11/02/1980           |                      |
| PG 572                                 | Ayak                 | Les Chiens sauvages                                  | Jean Ollivier        | 10 planches                             | 10/03/1980           |                      |
| PG 576                                 | Ayak                 | La Rivière de l’or                                   | Jean Ollivier        | 10 planches                             | 07/04/1980           |                      |
| PG 580                                 | Ayak                 | Le Radeau de l’aventure                              | Jean Ollivier        | 10 planches                             | 05/05/1980           |                      |
| PG 585                                 | Ayak                 | La Vallée des castors                                | Jean Ollivier        | 10 planches                             | 09/06/1980           |                      |
| PG 590                                 | Ayak                 | Les Pillards du Yukon                                | Jean Ollivier        | 10 planches                             | 14/07/1980           |                      |
| PG 596                                 | Ayak                 | La Revanche de Ryan                                  | Jean Ollivier        | 10 planches                             | 25/08/1980           |                      |
| PG 601                                 | Ayak                 | Le Fleuve des dangers                                | Jean Ollivier        | 10 planches                             | 29/09/1980           |                      |
| PG 612                                 | Ayak                 | La Marque du grand élan                              | Jean Ollivier        | 10 planches                             | 16/12/1980           |                      |
| PG 615                                 | Ayak                 | La Loi du Nord                                       | Jean Ollivier        | 10 planches + dessin de couverture      | 06/01/1981           |                      |
| PG 618                                 | Ayak                 | La Capture d'Ayak                                    | Jean Ollivier        | 15 planches                             | 27/01/1981           |                      |
| PG 622                                 | Ayak                 | La Vie sauvage                                       | Jean Ollivier        | 10 planches                             | 24/02/1981           |                      |
| PG 624                                 | Ayak                 | La Vallée des grands grogneurs                       | Jean Ollivier        | 10 planches                             | 10/03/1981           |                      |
| PG 627                                 | Ayak                 | Tête grise                                           | Jean Ollivier        | 10 planches                             | 31/03/1981           |                      |
| PG 630                                 | Ayak                 | La Clairière du lynx                                 | Jean Ollivier        | 10 planches                             | 21/04/1981           |                      |
| PG 637                                 | Ayak                 | Les Loups chassent quand les hommes dorment          | Jean Ollivier        | 10 planches + dessin de couverture      | 09/06/1981           |                      |
| PG 641                                 | Ayak                 | La Capitale de l'or                                  | Jean Ollivier        | 10 planches                             | 07/07/1981           |                      |
| PG 647                                 | Ayak                 | La Grande folie d’Ayak                               | Jean Ollivier        | 10 planches                             | 18/08/1981           |                      |
| PG 650                                 | Ayak                 | Les Flèches aux pointes d’or                         | Jean Ollivier        | 10 planches                             | 08/09/1981           |                      |
| PG 652                                 | Ayak                 | La Peau d'Ayak                                       | Jean Ollivier        | 15 planches                             | 22/09/1981           |                      |
| PG 653                                 | Ayak                 | En chair et en os                                    | Jean Ollivier        | 10 planches + dessin de couverture      | 29/09/1981           |                      |
| PG 657                                 | Ayak                 | La Fameuse pépite d'or                               | Jean Ollivier        | 15 planches + dessin de couverture      | 27/10/1981           |                      |
| PG 659                                 | Ayak                 | Quand les hordes attaquent...                        | Jean Ollivier        | 10 planches + dessin de couverture      | 10/11/1981           |                      |
| PG 662                                 |                      | Les Vikings devant Paris                             | Jean Ollivier        | 10 planches                             | 01/12/1981           |                      |
| PG 665                                 | Ayak                 | Noël au Klondike                                     | Jean Ollivier        | 12 planches + dessin de couverture      | 22/12/1981           |                      |
| PG 669                                 | Ayak                 | Les Griffes de la mort                               | Jean Ollivier        | 15 planches                             | 21/01/1982           |                      |
| PG 673                                 | Ayak                 | Quand hurle la tourmente                             | Jean Ollivier        | 10 planches + dessin de couverture      | 15/02/1982           |                      |
| PG 678                                 | Ayak                 | L'Appel de la vie                                    | Jean Ollivier        | 15 planches + dessin de couverture      | 22/03/1982           |                      |
| PG 681                                 | Ayak                 | L'Orignal fou                                        | Jean Ollivier        | 10 planches                             | 13/04/1982           |                      |
| PG 684                                 | Ayak                 | Les Racketteurs                                      | Jean Ollivier        | 10 planches                             | 04/05/1982           |                      |
| PG 689                                 | Ayak                 | La Fureur des bighorns                               | Jean Ollivier        | 10 planches                             | 08/06/1982           |                      |
| PG 690                                 | Ayak                 | Les Fous du Nord                                     | Jean Ollivier        | 15 planches                             | 15/06/1982           |                      |
| PG 694                                 | Ayak                 | La Caverne du grizzly                                | Jean Ollivier        | 10 planches                             | 13/07/1982           |                      |
| PG 696                                 | Ayak                 | La Piste des gloutons                                | Jean Ollivier        | 10 planches + dessin de couverture      | 27/07/1982           |                      |
| PG 699                                 | Ayak                 | Slak Le husky                                        | Jean Ollivier        | 10 planches                             | 17/08/1982           |                      |
| PG 704                                 | Ayak                 | La Fin de Slak                                       | Jean Ollivier        | 10 planches                             | 21/09/1982           |                      |
| PG 707                                 | Ayak                 | Le Tonnerre des hommes                               | Jean Ollivier        | 10 planches                             | 12/10/1982           |                      |
| PG 714                                 | Ayak                 | Le Pillard des hautes terres                         | Jean Ollivier        | 10 planches                             | 30/11/1982           |                      |
| PG 718 (Les BD Blocks de Pif)          | Robin des Bois       | Le Noël de Robin des Bois                            | Jean Ollivier        | 14 planches                             | 28/12/1982           |                      |
| PG 722                                 | Ayak                 | Plume Noire le chasseur                              | Jean Ollivier        | 14 planches                             | 25/01/1983           |                      |
| PG 725                                 | Ayak                 | Les Chasseurs sauvages                               | Jean Ollivier        | 10 planches                             | 15/02/1983           |                      |
| PG 733                                 | Ayak                 | La Bête des eaux                                     | Jean Ollivier        | 10 planches                             | 12/04/1983           |                      |
| PG 740                                 | Ayak                 | Le Poney sauvage                                     | Jean Ollivier        | 10 planches                             | 31/05/1983           |                      |
| PG 744                                 | Ayak                 | Le Traîneau sur la neige                             | Jean Ollivier        | 10 planches                             | 28/06/1983           |                      |
| PG 748                                 | Ayak                 | La Chasse du grizzly                                 | Jean Ollivier        | 10 planches                             | 26/07/1983           |                      |
| PG 756                                 | Ayak                 | Les Voleurs d'or                                     | Jean Ollivier        | 10 planches                             | 20/09/1983           |                      |
| PG 759                                 | Ayak                 | Un Jour de famine                                    | Jean Ollivier        | 10 planches                             | 11/10/1983           |                      |
| PG 768                                 | Ayak                 | Le Maître des"Hautes-terres"                         | Jean Ollivier        | 10 planches                             | 13/12/1983           |                      |
| PG 771                                 | Ayak                 | La Rage de vivre                                     | Jean Ollivier        | 10 planches                             | 03/01/1984           |                      |
| PG 776                                 | Ayak                 | Les Pièges du Wild                                   | Jean Ollivier        | 10 planches                             | 07/02/1984           |                      |
| PG 781                                 | Ayak                 | La Peau du loup                                      | Jean Ollivier        | 10 planches                             | 13/03/1984           |                      |
| PG 784                                 | Ayak                 | La Carcasse de l’orignal                             | Jean Ollivier        | 10 planches                             | 03/04/1984           |                      |
| PG 788                                 | Ayak                 | Le Père–loup                                         | Jean Ollivier        | 10 planches                             | 01/05/1984           |                      |

#### Pif gadget mensuel(2005)
- La Loi des terres sauvages (dessin), avec Jean Ollivier (scénario) et S. Bonino (couleurs), 12 planches, n°10, avril 2005.

## Périodiques en allemand

### Yps(1977-1981)
| N° de publication | Série    | Titre                           | Scénariste    | Longueur    | Date de publication |
| ----------------- | -------- | ------------------------------- | ------------- | ----------- | ------------------- |
| Yps (de) 97       | Gerfried | Der Meuchelmord                 | Jean Ollivier | 11 planches | 1977                |
| Yps 98            | Gerfried | Das Gottes-Urteil               | Jean Ollivier | 9 planches  | 1977                |
| Yps 99            | Gerfried | Das Erste Turnier               | Jean Ollivier | 11 planches | 1977                |
| Yps 102           | Gerfried | Der Weiße Falke                 | Jean Ollivier | 9 planches  | 1977                |
| Yps 105           | Gerfried | Die Jagd nach dem Falken        | Jean Ollivier | 9 planches  | 1977                |
| Yps 109           | Gerfried | Die Waldhexe                    | Jean Ollivier | 9 planches  | 1977                |
| Yps 113           | Gerfried | Die Steinernen Ritter           | Jean Ollivier | 9 planches  | 1977                |
| Yps 117           | Gerfried | Wielands Zeichen                | Jean Ollivier | 8 planches  | 1977                |
| Yps 120           | Gerfried | Die Straßen-Räuber              | Jean Ollivier | 8 planches  | 1977                |
| Yps 127           | Gerfried | Die Goldene Biene               | Jean Ollivier | 8 planches  | 1977                |
| Yps 130           | Gerfried | Der Grausame Kurt               | Jean Ollivier | 8 planches  | 1977                |
| Yps 135           | Gerfried | Der Schloßgeist                 | Jean Ollivier | 8 planches  | 1977                |
| Yps 139           | Gerfried | Das Wett-Trinken                | Jean Ollivier | 8 planches  | 1978                |
| Yps 145           | Gerfried | Der Wolfsmensch                 | Jean Ollivier | 8 planches  | 1978                |
| Yps 153           | Gerfried | Das Blutige Kleeblatt           | Jean Ollivier | 8 planches  | 1978                |
| Yps 158           | Gerfried | Die Herberge der Diebe          | Jean Ollivier | 8 planches  | 1978                |
| Yps 163           | Gerfried | Der Rätselhafte Rubin           | Jean Ollivier | 8 planches  | 1978                |
| Yps 169           | Gerfried | Der Rasende Lothar              | Jean Ollivier | 8 planches  | 1979                |
| Yps 174           | Gerfried | Das Burgfräulein                | Jean Ollivier | 8 planches  | 1979                |
| Yps 180           | Gerfried | Die Rache des Feuers            | Jean Ollivier | 8 planches  | 1979                |
| Yps 188           | Gerfried | Die Flußpiraten                 | Jean Ollivier | 8 planches  | 1979                |
| Yps 197           | Gerfried | Die Verletzte Gastwirtschaft    | Jean Ollivier | 8 planches  | 1979                |
| Yps 221           | Gerfried | Die Bürgerwehr von Bremen       | Jean Ollivier | 7 planches  | 1979                |
| Yps 228           | Gerfried | Ein Verräter in der Stadt       | Jean Ollivier | 8 planches  | 1979                |
| Yps 235           | Gerfried | Die Rache des Ritters           | Jean Ollivier | 8 planches  | 1980                |
| Yps 242           | Gerfried | Die Seeadler-Falle              | Jean Ollivier | 8 planches  | 1980                |
| Yps 249           | Gerfried | In der Hand der Piraten         | Jean Ollivier | 8 planches  | 1980                |
| Yps 254           | Gerfried | Die Jagd auf den Jäger          | Jean Ollivier | 8 planches  | 1980                |
| Yps 261           | Gerfried | In der Höhle des Löwen          | Jean Ollivier | 7 planches  | 1980                |
| Yps 267           | Gerfried | Der Drachen der Meere           | Jean Ollivier | 7 planches  | 1980                |
| Yps 273           | Gerfried | Die Gefängnis-Grube             | Jean Ollivier | 8 planches  | 1980                |
| Yps 280           | Gerfried | Die Wegelagerer                 | Jean Ollivier | 8 planches  | 1980                |
| Yps 286           | Gerfried | Gerfrieds 'Verlobte'            | Jean Ollivier | 8 planches  | 1980                |
| Yps 292           | Gerfried | Der Zauber-Wald                 | Jean Ollivier | 6 planches  | 1980                |
| Yps 298           | Gerfried | Die Geschichte mit dem Schinken | Jean Ollivier | 6 planches  | 1980                |
| Yps 304           | Gerfried | Die Rasenden Auerochsen         | Jean Ollivier | 6 planches  | 1981                |
| Yps 310           | Gerfried | Jäger und Gejagte               | Jean Ollivier | 6 planches  | 1981                |
| Yps 314           | Gerfried | Lothars Verbündete              | Jean Ollivier | 6 planches  | 1981                |
| Yps 318           | Gerfried | Von Rittern gejagt !            | Jean Ollivier | 5 planches  | 1981                |
| Yps 322           | Gerfried | Die Heimkehr                    | Jean Ollivier | 6 planches  | 1981                |

Deux épisodes de Davy Crockett et plusieurs épisodes de Ragnar sont également traduits et repris dans Yps.

## Périodiques en italien

### Comic Art
- Franco Sacchetti : Novella LXIV, adapté de Franco Sacchetti, n°4, 1984.

## Documentation
- (de) Peter Skodzik, Deutsche Comic Bibliographie, coll. "Populäre Kultur", Verlag Ullstein GmbH, 1985.
- (en) Alan Clark, Dictionary of British Comic Artists, Writers and Editors, The British Library, 1998, p.41
- (fr) Gérard Thomassian, publications dans Oliver dans Encyclopédie des bandes dessinées de petit format, tome 1 : Impéria, éditions Fantasmak, 1994.
- (fr) Gérard Thomassian, Encyclopédie Thomassian des bandes dessinées, T.5 : Jeunesse et Vacances, Fantasmak Éditions, 2018.
- (pt) Leonardo De Sá, António Dias de Deus, bibliographie portugaise et étrangère dans E.T. Coelho, A arte e a vida, Edições Época de Ouro, 1998.
- (en) David Ashford, Steve Holland, publications dans Comet dans The Comet collectors guide, auto-édition.
- (en) David Ashford, Steve Holland, publications dans The Thriller Libraries, The Fleetway Picture Library index vol. 2, Book Palace Books, 2011.
- (es) [Collectif], Chicos, Semenario Infantil 1938-1956, Ediciones Sins Entido.
- (fr) Louis Cance (avec Gérard Thomassian, Marc-André Dumonteil et José Tardieux), « Essai de bibliographie » (Grande-Bretagne, France, Allemagne), dans Hop ! n°142, spécial Coelho, juin 2014, pp.11-20.